# Jan Nowakowski (1927–2018)
Jan Nowakowski (ur. 8 marca 1927 w Poliku, zm. 3 stycznia 2018) – polski działacz partyjny i samorządowy, nauczyciel, w latach 1980–1984 przewodniczący Prezydium Wojewódzkiej Rady Narodowej w Suwałkach.

## Życiorys
Syn Józefa i Władysławy. Kształcił się w Wyższej Szkole Nauk Społecznych przy KC PZPR (1969). Od 1948 pracował początkowo w szkole podstawowej w Jackowie, szkole w Reszlu (jako nauczyciel przysposobienia rolniczo-wojskowego) oraz Szkole Praktyków Specjalistów Mleczarskich w Białej Piskiej, a także jako wizytator szkolny. Był inicjatorem powstania Technikum Rolniczego w Białej Piskiej, od 1953 do 1990 pełnił funkcję jego dyrektora. Za jego kadencji dziesięciokrotnie powiększono obszar szkoły, wybudowano także wiele obiektów. Działał także w Związku Nauczycielstwa Polskiego, Ludowych Zespołach Sportowych oraz Lidze Obrony Kraju.
W 1947 wstąpił do Polskiej Partii Robotniczej, w 1948 wraz z nią przeszedł do Polskiej Zjednoczonej Partii Robotniczej. Należał do POP PZPR przy Technikum Rolniczym. Został członkiem egzekutywy Komitetu Miejsko-Gminnego PZPR w Białej Piskiej, od 1972 do 1975 był w nim I sekretarzem. W latach 1975–1984 członek Komitetu Wojewódzkiego w Suwałkach, w międzyczasie sekretarz rolny KMG w Białej Piskiej. Przez wiele lat zasiadał w Miejsko-Gminnej Radzie Narodowej oraz Wojewódzkiej Radzie Narodowej w Suwałkach. W 1980 objął fotel przewodniczącego Prezydium WRN w Suwałkach. Zajmował to stanowisko do ok. 1984. W III RP także związany z samorządem, był przewodniczącym rady gminy Biała Piska. W 1999 przeszedł na emeryturę.

## Odznaczenia
Odznaczony m.in. Krzyżem Kawalerskim (1971) i Oficerskim (1984) Orderu Odrodzenia Polski, Złotym Krzyżem Zasługi (1962), Medalem 30-lecia Polski Ludowej (1974), Odznaką „Zasłużony Pracownik Rolnictwa” (1971), Odznaką Honorową „Za Zasługi dla ZMW” (1974), Medalem „Za zasługi dla obronności kraju” (1979), Odznaką „Zasłużony Działacz LOK” (1979), Odznaką „Za Zasługi dla Województwa Suwalskiego” (1979), Odznaką tytułu honorowego „Zasłużony Nauczyciel PRL” (1981), Brązowa Odznaka „Za Zasługi w Ochronie Porządku Publicznego” (1983) oraz Medalem 40-lecia Polski Ludowej (1984).